# Kirkby Lonsdale

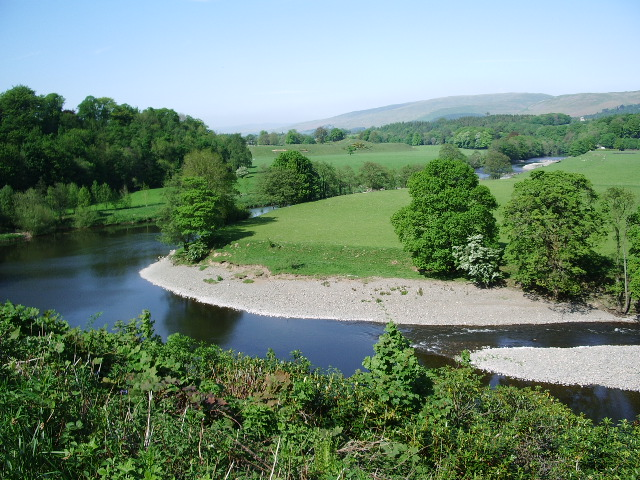
Ruskin’s View über den River Lune bei Kirkby Lonsdale

Kirkby Lonsdale (/ˈkɜːrbi ˈlɒnzdeɪl/) ist eine kleine Stadt und Civil parish in Cumbria, im Nordwesten Englands. Der Ort liegt 21 km südöstlich von Kendal am River Lune und gehörte bis 1974 zu Westmorland.

## Geschichte
Am Casterton Fell in der Nähe von Kirkby Lonsdale findet man einen Steinkreis aus der Steinzeit, der auf eine frühe Besiedlung der Region hindeutet. Eine römische Straße entlang des Lune verband in römischer Zeit Forts bei Over Burrow südlich des Ortes und bei Low Borrow Bridge (nahe Tebay) nördlich des Ortes.
Kirkby Lonsdale entstand an einem Treffpunkt verschiedener Handelswege, die hier den River Lune überquerten. Der Ort wird bereits im Domesday Book erwähnt und als ein Ort mit einer Kirche bezeichnet. Diese Kirche wurde nach der Normannischen Eroberung durch den Neubau der St. Mary’s Church (heute ein Grade-I-Monument) ersetzt. Die Normannen errichteten außerdem einen hölzernen Wachtturm am nördlichen Rand des Ortes, der von einem heute noch sichtbaren Wall umgeben war.
Der Blick auf den River Lune vom Gelände der St. Mary’s Church wurde von John Ruskin gelobt, ist heute noch als Ruskin’s View bekannt und wurde von William Turner gemalt.
Kirkby Lonsdale erhielt 1227 das Marktrecht und das Recht, alljährlich im September eine Handelsmesse mit Jahrmarkt auszurichten. Darum findet noch heute an jedem Donnerstag ein Wochenmarkt statt, die Veranstaltung im September gibt es jedoch nicht mehr.
Bis 1960 diente der Bahnhof von Arkholme-with-Cawood als Bahnhof der Stadt.

## Sport
In Kirkby Lonsdale wird mindestens seit 1734 Rugby gespielt, seit 1877 gibt es einen Rugbyclub im Ort.

## Persönlichkeiten
- Henry Bickersteth, 1. Baron Langdale (1783–1851), Jurist
- Fiona Crackles (* 2000), Hockeyspielerin